# Kosmos 96
Kosmos 96 (ook: 01742) was een Russische onbemande ruimtevlucht uit 1965. De lancering mislukte en vele mensen namen aan dat deze sonde verantwoordelijk was voor het Kecksburg-incident (zie hieronder).

## Mislukte Venusmissie
Kosmos 96 was waarschijnlijk (niet geheel zeker) ontworpen als Venus-lander, net als Venera 3. In eerste instantie verliep de lancering op 23 november 1965 voorspoedig en bereikte de raket een parkeerbaan. Daarna werd de draagraket afgekoppeld, behalve de laatste trap. Vervolgens vond een explosie plaats (mogelijk tijdens verlaten van de parkeerbaan, maar ook hier heerst onzekerheid over), waardoor het vaartuig in minstens zes stukken brak. De brokstukken verbrandden na zestien dagen op 9 december 1965 in de atmosfeer.

## Speculatie over oorsprong vuurbal
Door stom toeval verscheen op dezelfde datum een grote vuurbal in de lucht. Deze werd waargenomen in zuidwestelijk Ontario en minstens acht staten in de VS, van Michigan tot New York. Onderzoek van foto's en gedane observaties strookten echter niet met het patroon van een terugkerende satelliet; daarvoor was de hoek te steil. Een plausibelere verklaring was dat het hier een meteoriet betrof, afkomstig uit de planetoïdengordel, die neerkwam over het westelijk deel van het Eriemeer. Bovendien kwamen radargegevens van de luchtmacht boven tafel, die aantoonden dat Kosmos 96 eerder in de dampkring terugviel dan het publiek de vuurbal opmerkte. Deze gegevens waren niet 100% accuraat door onzekerheid over de precieze baan, terugkeercoördinaten en exacte tijdstip van terugkeer.
Andere berichten maakten gewag van een in Pennsylvania gelande vuurbal, op een positie van 40,2°N en 79,5°W. Dit situeerde het verschijnsel ten zuidoosten van Pittsburgh, in de omgeving van Kecksburg. Deze berichten konden echter niet worden bevestigd. Het vermoedelijke inslagpunt bepalen middels ooggetuigenverslagen staat bekend als uiterst onbetrouwbaar.

## Omkatten
In deze tijd van Koude Oorlog betekende iedere mislukte lancering verlies van prestige. Daarom hernoemden de Russen dit vaartuig tot Kosmos 96, om zo het pijnlijke feit weg te poetsen dat dit toestel Venus als bestemming had.